# Пёрсер, Шеннон
Ше́ннон Пёрсер (англ. Shannon Purser; род. 27 июня 1997) — американская актриса. Она дебютировала в роли Барбары в драматическом сериале студии Netflix «Очень странные дела» (2016–2022), за которую была номинирована на премию «Эмми» за лучшую женскую роль второго плана в драматическом телесериале.
Шеннон дебютировала в кино в фильме ужасов «Бойся своих желаний» (2017), снялась в романтической комедии «Сьерра Берджесс — неудачница» (2018), а также играла роль Этель Маггс в подростковом драматическом сериале «Ривердейл» (2017–2023).

## Ранние годы и личная жизнь
Шеннон родилась 27 июня 1997 года в Атланте, штат Джорджия. Училась в Университете Кеннесо. Работала в кинотеатре в своём родном городе Розуэлл, штат Джорджия, но ушла, чтобы сосредоточиться на актёрской карьере.
Шеннон любит рисовать и занимается музыкой. Она рассказывала о жизни с ОКР и регулярно поднимает проблемы психического здоровья. 

## Карьера
Шеннон дебютировала в качестве актрисы в научно-фантастическом сериале «Очень странные дела», где сыграла Барбару Холланд, умную и откровенную девушку, лучшую подругу Нэнси Уилер. Несмотря на то, что Барбара была второстепенным персонажем, несколько изданий назвали её одним из своих любимых героев в сериале. Эта роль принесла девушке международную известность и номинацию на премию «Эмми».
В 2018 году актриса сыграла главную героиню в фильме «Сьерра Берджесс — неудачница». Также она исполнила роли Этель Маггс в «Ривердейле» и Аннабель Боуман в драматическом музыкальном сериале «Взлёт».

## Фильмография
| Год  | Название                     | Роль            |
| ---- | ---------------------------- | --------------- |
| 2017 | Бойся своих желаний          | Джун Акоста     |
| 2018 | Сьерра Берджесс — неудачница | Сьерра Берджесс |

## Телевидение
| Год       | Название            | Роль                    | Примечания                                                                            |
| --------- | ------------------- | ----------------------- | ------------------------------------------------------------------------------------- |
| 2016–2022 | Очень странные дела | Барбара «Барб» Холланд  | 3 серии (сезон 1) Озвучивание; 1 серия (сезон 2) Архивные кадры; 7 серий (сезоны 2-4) |
| 2017–2023 | Ривердейл           | Этель Маггс             | 25 серий                                                                              |
| 2018      | Взлёт               | Аннабель Боуман         | 10 серий                                                                              |
| 2018–2019 | Крайний космос      | Шеннон Тандер (озвучка) | 4 эпизода                                                                             |
| 2020      | Комната 104         | Меган                   | Эпизод: «The Hikers»                                                                  |
| 2020      | Equal               | Дель Мартин             | Документальный сериал, 1 эпизод                                                       |
| 2022      | Первая леди         | Пег                     | Эпизод: «Please Allow Me»                                                             |